# Nesrin Şamdereli

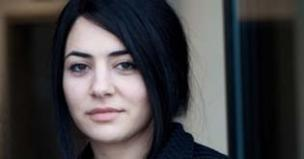
Nesrin Şamdereli, 2011

Nesrin Şamdereli (* 1979 in Dortmund) ist eine deutsch-türkische Drehbuchautorin.

## Leben
Nach dem Abitur begann sie ihre Autorentätigkeit als Lektorin bei der Kinowelt. Parallel dazu verfasste sie diverse Drehbücher für Kurzfilme, bei denen meist ihre auch als Co-Autorin fungierende Schwester Yasemin Şamdereli oder Nesrin Şamdereli selbst Regie führte. 2009 schloss sie ihr Studium an der Deutschen Film- und Fernsehakademie Berlin (dffb) ab.
Ihr erster Langfilm, die Komödie Alles Getürkt lief 2003, in den Hauptrollen mit Bürger Lars Dietrich, Türkiz Talay und Hilmi Sözer besetzt, auf ProSieben. Şamderelis ebenfalls gemeinsam mit ihrer Schwester verfasster Kurzfilm Kısmet (2002) wurde als „bester Film“ für den Max Ophüls Preis nominiert.
Eine Folge der mehrfach ausgezeichneten Fernsehserie Türkisch für Anfänger (2006) stammt ebenfalls aus den Federn der Schwestern.
Ende 2009 drehten beide gemeinsam ihr Kinodebüt Almanya – Willkommen in Deutschland. Die Komödie über die Identität türkischer Gastarbeiter in Deutschland kam im März 2011 in die Kinos und lief einen Monat zuvor außer Konkurrenz im Wettbewerbsprogramm der 61. Berlinale. Für diesen Film erhielten Nesrin und Yasemin Şamdereli den Deutschen Filmpreis 2011 in Gold für das beste Drehbuch, Almanya – Willkommen in Deutschland wurde zudem mit dem Filmpreis in Silber in der Kategorie bester Spielfilm ausgezeichnet.
Regie führte Nesrin Şamdereli erstmals bei der Verfilmung ihres Drehbuches Delicious (2004). Bei Almanya – Willkommen in Deutschland war sie für die Regie der Second Unit zuständig.
Şamderelis Eltern entstammen alevitisch-zazaischen Familien aus den Provinzen Tunceli und Erzincan in der Türkei.

## Filmografie
- 2000: Kısmet
- 2003: Alles getürkt
- 2004: Delicious
- 2004: Sextasy
- 2006: Türkisch für Anfänger (Folge 9 der Fernsehserie)
- 2011: Almanya – Willkommen in Deutschland
- 2018: Die Nacht der Nächte
- 2024: Samia

## Auszeichnungen
- 2011: Deutscher Filmpreis in der Kategorie „Bestes Drehbuch“ zusammen mit Yasemin Şamdereli für Almanya – Willkommen in Deutschland[2]
- 2018: Bayerischer Filmpreis 2017 in der Kategorie „Dokumentarfilm“ zusammen mit Yasemin Şamdereli für Die Nacht der Nächte[3]